# J・3D
株式会社J・3Dは、名古屋市港区油屋町に本社を置く日本で初めての金属受託造形サービス専門の会社である。ドイツのEOS社の金属3Dプリンターを使いマルエージング鋼、インコネル718、チタン64の金属粉末をレーザーで焼結させ金型や部品など製作している。設備は金属3Dプリンターを3台、樹脂3Dプリンターを1台を保有している。2015年1月には関東に営業所を設立した。